# Pronephrium amboinense
Pronephrium amboinense là một loài dương xỉ trong họ Thelypteridaceae. Loài này được Willd. Holttum mô tả khoa học đầu tiên năm 1972.